# Astralium
Astralium is een geslacht van weekdieren uit de klasse van de Gastropoda (slakken).

## Kenmerken
In Astralium begint een zeer snel groeiende krans vanuit de multispiraalkern, die verreweg het grootste deel van het operculum vormt en gewoonlijk een put laat bij het beginpunt.

## Verspreiding
Dit mariene geslacht heeft een brede verspreiding, variërend van de oostelijke Indische Oceaan tot China en Japan, de Filippijnen, Indonesië, Oost-India, de Malediven en Australië (New South Wales, Northern Territory, Queensland, South Australia, Tasmanië, Victoria, Western Australia) .

## Soorten
- Astralium asteriscum (Reeve, 1843)
- Astralium calcar (Linnaeus, 1758)
- Astralium confragosum (Gould, 1851)
- Astralium danieli (Alf & Kreipl, 2006)
- Astralium haematragum (Menke, 1829)
- Astralium heimburgi (Dunker, 1882)
- Astralium lapillus Reeve, 1863
- Astralium latispina (Philippi, 1844)
- Astralium milloni (B. Salvat, F. Salvat & Richard, 1973)
- Astralium nakamineae (Habe & Okutani, 1981)
- Astralium okamotoi Kuroda & Habe, 1961
- Astralium pileolum (Reeve, 1842)
- Astralium provisorium (Schepman, 1903)
- Astralium rhodostomum (Lamarck, 1822)
- Astralium rotularium (Lamarck, 1822)
- Astralium saturnum Chino, 1999
- Astralium semicostatum (Kiener, 1850)
- Astralium stellare (Gmelin, 1791)
- Astralium tentoriiforme (Jonas, 1845)
- Astralium tentorium (Thiele, 1930)
- Astralium wallisi (Iredale, 1937)